# リュシー・オブラック

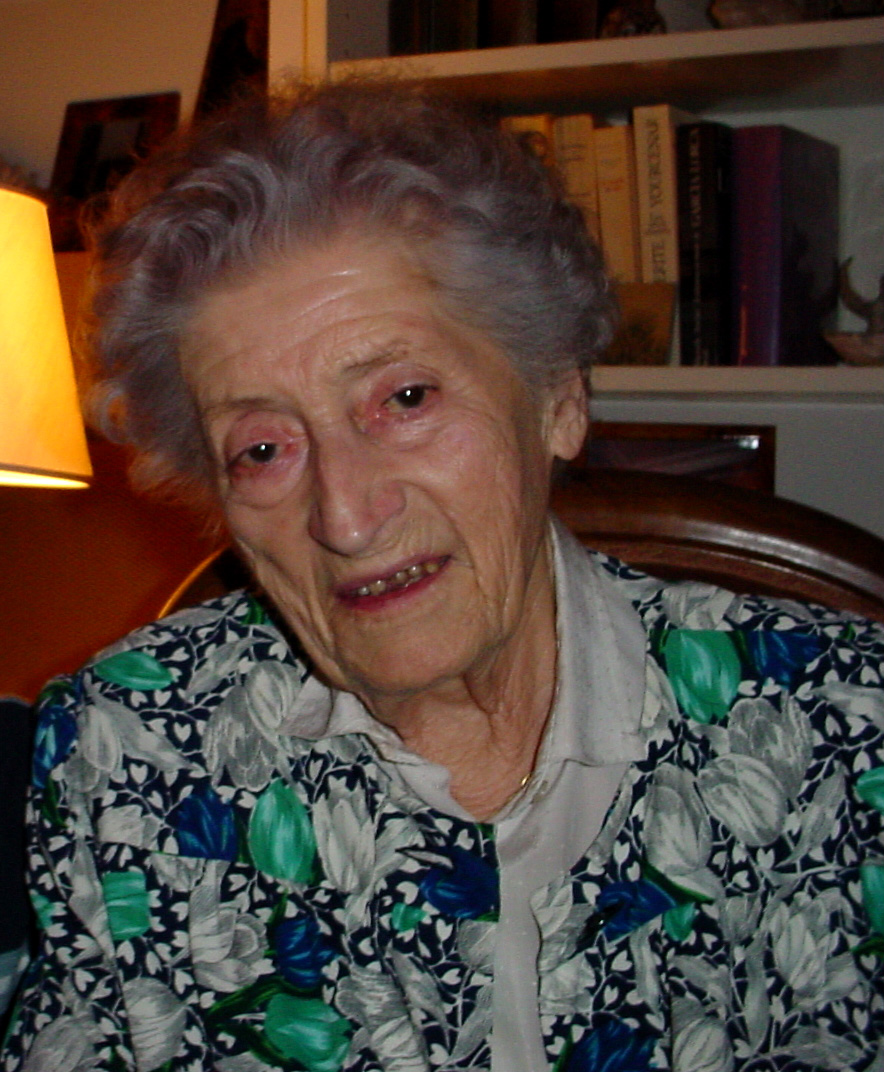
リュシー・オブラック

リュシー・オブラック （Lucie Aubrac, 1912年6月29日 - 2007年3月14日）は、第二次世界大戦時のフランスにおける対独レジスタンス運動の活動家。 「対独レジスタンスの象徴」といわれた。
ソーヌ＝エ＝ロワール県出身の両親の元パリに生まれ、歴史学教師となった。第二次世界大戦中、対独レジスタンスの結成に参加。リヨンを拠点に活動し、ナチスに捕らえられた夫レイモン・オブラックを4カ月がかりで救出した（映画『リュシー・オブラック』（監督クロード・ベリ、出演キャロル・ブーケ）では、その救出劇が描かれている）。
2007年、パリ近郊イシー＝レ＝ムリノーの病院で死去。94歳。 葬儀委員長はシラク大統領が務めた。